# 美國太空軍三角
太空軍三角（英語：Space Force Delta）是美國太空軍的官方標誌，以三角洲形狀為主體和命名。美國太空軍麾下的聯隊也同樣稱為「三角隊」，而不再是空軍的「翼隊」（Wing），顯示自己的組織文化。

## 象徵
三角洲形狀是美國空軍和美國太空司令部的傳統，早在1961年就被使用於太空計劃。
- 三角洲的銀色外緣象徵著防禦和保護，抵禦來自太空領域的所有對手和威脅。
- 三角洲內部上方的兩側尖頂代表火箭發射到外層大氣層的動作，以支援太空部隊在保衛太空領域中的核心角色。
- 四個斜面元素象徵著支援太空任務的聯合武裝部隊：空軍、陸軍、海軍和海軍陸戰隊。
- 三角洲的中心是北極星，象徵核心價值如何指導太空部隊的使命。

## 歷史
2020年7月22日，太空軍高級士兵顧問羅傑·A·托伯曼正式揭開太空軍三角標誌，同時公布太空軍的格言「Semper Supra」，意思為永遠高高在上。